# Kim Won-ho
Det här är en artikel om en person med koreanskt personnamn; Kim är familjenamnet.
Kim Won-ho (koreanska: 김원호), född 2 juni 1999 i Suwon, är en sydkoreansk badmintonspelare.

## Karriär
Vid OS 2024 i Paris tog Kim silver tillsammans med Jeong Na-eun i mixeddubbel.